# 거북이 특공대 (애니메이션)
《거북이 특공대》는 미국 애니메이션 《닌자 거북이》 시리즈의 첫 번째 작품이다.

## 제작
기본적인 캐릭터는 피터 레어드와 케빈 이스트먼의 원작 캐릭터들을 가져왔다. 그러나 원작에 있는 어두운 설정들은 저연령층 어린이들을 위해 많이 바꾸었다.

## 방영
일단은 1987년 12월 경에 시험적으로 5개의 에피소드를 하루에 하나씩 내 보낸 후에, 1988년 10월 1일부터 본격적으로 방영하기 시작했다. 시청 반응이 좋자, 시즌 3부터는 매주 월~금요일 오후에 방송을 편성하기도 하였다. 여기까지는 신디케이션으로 방영하였고, 시즌 4부터 이 시리즈가 모두 끝나는 시즌 10까지 CBS에서 방영하였다. 시즌 1부터 시즌 7까지는 동일한 오프닝을 사용하였으나, 시즌 8부터는 작화와 분위기가 매우 바뀌는 관계로 오프닝을 바꾸어 사용하였다.
대한민국에서는 1990년에 금성사(현, LG전자)에서 비디오판으로 출시한 것을 시작으로 닌자 거북이, 그린 특공대 등 다양한 배급 회사에서 다양한 제목으로 출시하였다. TV에서 방영한 것은 1992년부터 SBS에서 '거북이 특공대'라는 제목으로 만화잔치의 한 프로그램으로 편성하면서부터였다. 그러다가 1994년 1월 13일부터 매주 수, 목요일 오후 6시대에 편성하다가 하반기 때 종영하였다. 이후에 만화잔치 시간대에 재방송을 하고, 투니버스에서도 재방송을 한 적이 있다. 그리고, 주한 미군방송인 AFN Korea와 아시아 위성방송인 스타TV의 스타플러스 채널(현, 스타월드 채널)에서 지속적으로 방영한 바 있어서 대한민국에서 영어로 시청이 가능하기도 했다.

## 에피소드
총 193개이다. 에피소드 개수는 194개이나, 76번째 번호가 에피소드 번호에서 빠지게 되었다.

## 성우진

### 미국 원본판
- 캠 클라크 - 레오나르도(Leonardo), 록스테디(Rocksteady), 멍(Mung)
- 롭 폴슨 - 라파엘(Raphael, 시즌1~9)
- Michael Gough - 라파엘(Raphael, 시즌10)
- 타운젠드 콜먼 - 미켈란젤로(Michelangelo), 스플린터(Splinter, 시즌5일부), 슈레더(Shredder, 시즌7일부), 레트 킹(Rat King)
- 배리 고든 - 도나텔로(Donatello), 비밥(Bibop)
- Peter Renaday - 스플린터(Splinter)
- 러네이 제이컵스 - 에이프릴 오닐(April O'Neil)
- 제니퍼 달링(Jennifer Darling) - 어마(Irma)
- 제임스 에이버리 - 슈레더(Shredder, 시즌1~7)
- 도리언 헤어우드(Dorian Harewood) - 슈레더(Shredder, 시즌3일부)
- 짐 커밍스 - 슈레더(Shredder, 시즌5일부), 레더헤드
- 윌리엄 마틴(William Martin) - 슈레더(Shredder, 시즌8~10)
- Pat Fraley - 크랭(Krang), 박스터 스토크맨(Baxter Stockman), 버니 스토크맨(Bunnie Stockman), 버니 톰슨(Burne Thompson)
- 범퍼 로빈슨(Bumper Robinson) - 카터(Carter)
- 토니 제이(Tony Jay) - 드레그(Dregg)

### SBS더빙판
- 이승환 - 레오나르도(Leonardo)
- 김영민 - 라파엘(Raphael)
- 이윤선 - 미켈란젤로(Michelangelo)
- 조동희 - 도나텔로(Donatello)
- 전기병 - 에이프릴 오닐(April O'Neil, 전기)
- 임은정 - 에이프릴 오닐(April O'Neil, 후기)
- 故 최병상 - 슈레더(Shredder), 버논(Vernon Fenwick)
- 신흥철 - 크랭(Krang)

### 비디오 더빙판
- 故 장세준 - 레오나르도
- 故 백순철 - 라파엘
- 김준 - 미켈란젤로
- 장광 - 도나텔로
- 김성희 - 에이프릴 오닐
- 유동현 - 슈레더
- 온영삼 - 크랭, 신문사국장
- 김정경 - 스플린터
- 장승길 - 박스터 스토크맨, 록스테디
- 조동희 - 비밥